# Pueblo sueco
El pueblo sueco (sueco: svenskar) es definido como un grupo étnico, en el sentido de compartir una cultura sueca común, que hablan la lengua sueca como lengua materna y sean de ascendencia sueca. El país que acoge a la mayor comunidad de este grupo étnico es Suecia.

## Área de distribución
El área más grande habitada por suecos puros, así como el área original conocida más temprana habitada por sus antepasados lingüísticos está en el lado este de la Península escandinava y las islas adyacentes, situada al oeste del Mar Báltico en Europa del norte.
La gente que habla sueco y vive en áreas cerca de la costa, en el lado noreste y del este del mar Báltico también tiene una historia larga del establecimiento continuo, que en algunas de estas áreas posiblemente comenzaron hace un milenio. Estas personas incluyen a los fineses sueco-parlantes, quienes consisten en la minoría de habla sueca en Finlandia continental que habla sueco finés, la casi exclusiva población de las islas Åland que hablan en una manera más cercana a los dialectos adyacentes en Suecia que a los dialectos adyacentes de Finlandia sueca y la pequeña minoría sueco-parlante en Estonia. Los grupos más pequeños de descendientes históricos de emigrantes suecos de los siglos XVIII y XIX todavía retienen algunas formas de identidad sueca hasta este día pueden ser encontrados en América y en Ucrania.

## Etimología
La antigua tribu germánica de los suiones, algunas veces llamados Svear en trabajos académicos, estaban en las raíces de estructura del Estado sueco y contemporáneos con los gautas y los Daner en Escandinavia. Notablemente, en las lenguas escandinavas modernas, a excepción del islandés, hay una diferencia entre svenskar y svear (como entre el danskar (daneses) y Daner), ya que el término último no incluye a los Geats y los Gotlanders y otras poblaciones cuyos descendientes adquirieron una pertenencia étnica sueca.